# أندرياس شلوتر

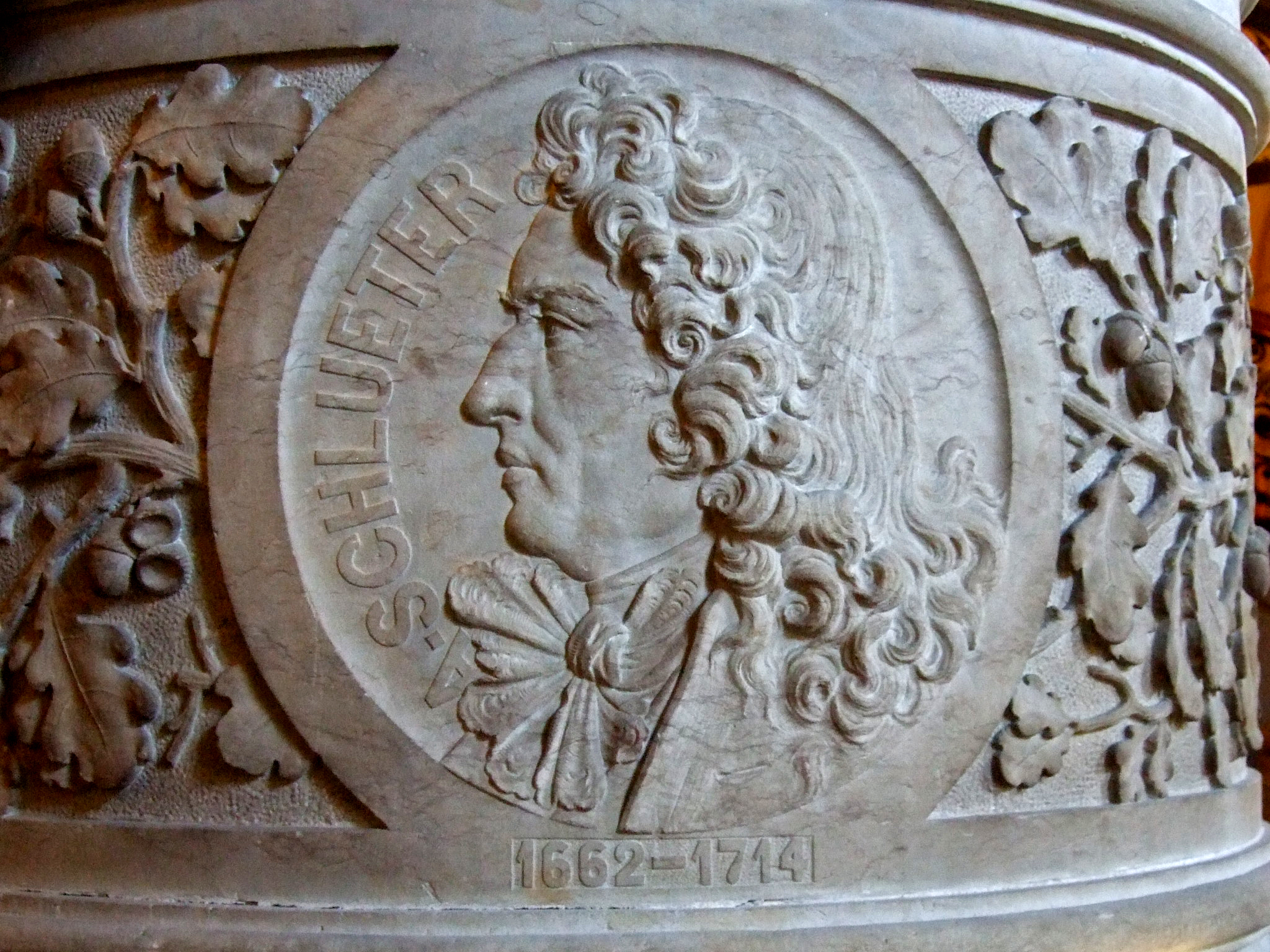
منحوتة لشكل أندرياس شلوتر في قاعة مدينة هامبورغ

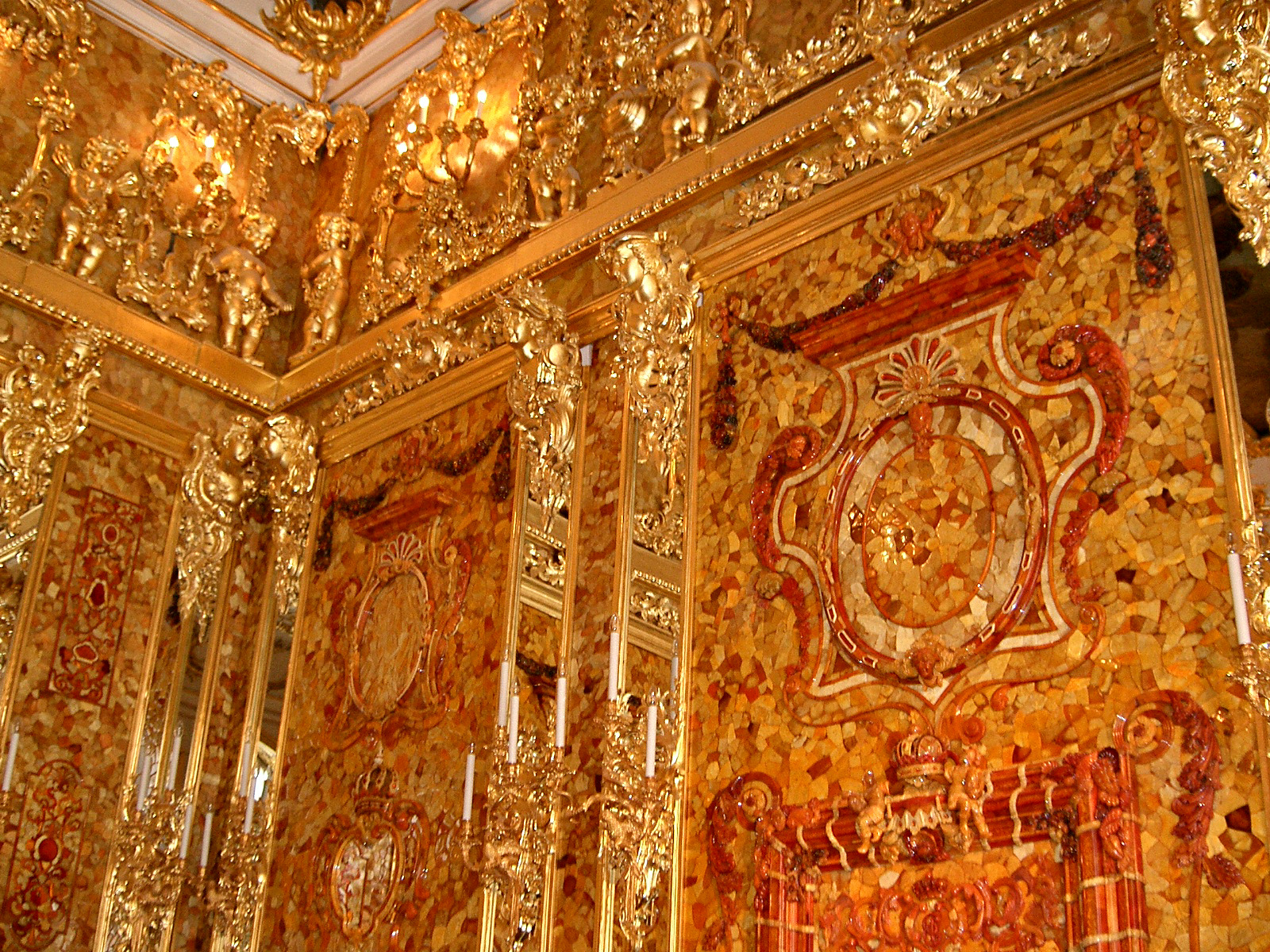
غرفة الكهرمان إحدى أشهر تصاميم شلوتر

أندرياس شلوتر (بالألمانية: Andreas Schlüter) هو معماري ونحات باروكي ألماني ولد في سنة 1659 في مدينة هامبورغ، درس العمارة في إيطاليا على حساب الدوق البروسي، عمل لحساب عدة دول وحكام منهم بروسيا و الإمبراطورية الرومانية المقدسة و الكومنولث البولندي الليتواني و روسيا القيصرية، وقد أنشأ تصاميم لعدة قصور وقلاع مباني شهيرة في أوروبا منها قصر فيلانوف و قصر كراسنسكي في وارسو، بعد ذلك إنتقل إلى برلين وعمل تحت إمرة إيبرهارد فون دانكلمان رئيس وزراء براندنبورغ بروسيا والملك فريدريك الأول، ليعمل في تصميم قصر برلين و قصر شارلتنبرغ و كنيسة القديسة مريم وتمثال الفارس، إنتقل بعد ذلك لخدمة القيصر الروسي بطرس الأكبر وصمم له غرفة الكهرمان وعمل أيضاً في تصميم قصر بيترهوف و قصر مونبليزير و قاعة كيكين و القصر الصيفي في سانت بطرسبرغ. توفي شلوتر في يونيو 1714.